# Erik Bolin
Erik Fredrik Bolin (Skövde, Estocolmo, 6 de marzo de 1978) es un actor sueco.

## Carrera
Se entrenó en la prestigiosa escuela "Malmo Theatre Academy" en Suecia.
Erik prestó su voz para varios personajes de la trilogía animada "Djurvännerna" (en inglés The Animal Friends) de Eva Lindstrom.
En 2015 se unió al elenco recurrente de la miniserie Arne Dahl: Mörkertal donde dio vida a Jörgen Jansson.
En 2015 se unió al elenco de la película Johan Falk: Blodsdiamanter donde interpretó al oficial de la policía y jefe de control interno Håkan Ullbrandt.
Ese mismo año volvió a interpretar al oficial Håkan Ullbrandt ahora en la película Johan Falk: Slutet, la cual fue la última entrega de la franquicia Johan Falk.
En el 2016 se unió al elenco de la comedia rusa Eternal Vacation donde dará vida a Oliver Craig.
En el 2017 aparecerá en la película Kluven Dröm donde interpretará al entrenador Johan.

## Filmografía[1]

### Series de televisión
| Año         | Título               | Personaje      | Notas                        |
| ----------- | -------------------- | -------------- | ---------------------------- |
| 2018        | Morden i Sandhamn    | Emil           | episodio "I fel sällskap"    |
| 2017        | Alex                 | Ivan Johansson | 6 episodios                  |
| 2017        | Min Hemlighet        | Marcus         | episodio "Hjärtstopp"        |
| 2016        | Eternal Vacation     | Oliver Craig   | -                            |
| 2016        | Beck                 | Rodney         | episodio "Gunvald"           |
| 2015        | Arne Dahl: Mörkertal | Jörgen Jansson | episodio "De dödas röster"   |
| 2009        | Oskyldigt dömd       | Ola Holmberg   | episodio "Run for Your Life" |
| 2008 - 2009 | Andra Avenyn         | Jerry Dolke    | 8 episodios                  |
| 2008        | Höök                 | Jens           | 2 episodios                  |
| 2000        | Herr von Hancken     | Statist        | 2 episodios - miniserie      |

### Películas
| Año  | Título                                  | Personaje       | Notas |
| ---- | --------------------------------------- | --------------- | --- |
| 2018 | Den blomstertid nu kommer               | Comandante      | |
| 2018 | Palmegruppen goes for a very long lunch | Albin Veman     | corto |
| 2018 | Skuggjaget                              | Tobias / Robert | - |
| 2018 | Desolate                                | -               | junto a Madeleine Barwén Trollvik, David Nzinga, Hamid Karimi y Ester Uddén                                 |
| 2018 | Vitt skräp                              | Kennet          | junto a Ola Rapace, Ida Engvoll, Peter Viitanen, Donald Högberg, Jimmy Lindström y Alan Adler               |
| 2017 | Niebo                                   | Marek           | corto - junto a Alexandra Chalupa                                                                           |
| 2017 | Vakna!                                  | Conny           | corto - junto a Alex Antic, David Nzinga, Rolf Lejdegård, Aleksandar Gajic y Lina Perned                    |
| 2017 | Kluven Dröm                             | Johan           | junto a Dragomir Mrsic, Madeleine Martin, David Nzinga, Sebastian Hiort af Ornäs, Moa Enqvist y Sara Aflaki |
| 2016 | Snitch                                  | Erik            | corto - junto a David Nzinga                                                                                |
| 2016 | Vilsen                                  | Föraren         | corto - junto a Göran Sjögren, Alexandra Zetterberg, Urban Bergsten y Stefan Cronwall                       |
| 2017 | Gråzon                                  | Erik            | corto - junto a Anastasios Soulis, Shanti Roney, Peter Eggers, Anki Larsson y Fredrik Wagner                |
| 2015 | Johan Falk: Slutet                      | Håkan Ullbrandt | junto Jakob Eklund, Jens Hultén, Meliz Karlge, Mårten Svedberg, Peter Franzén y Alexander Karim             |
| 2015 | Johan Falk: Blodsdiamanter              | Håkan Ullbrandt | junto Jakob Eklund, Jens Hultén, Meliz Karlge, Mårten Svedberg, Alexander Karim y Björn Bengtsson           |
| 2008 | Irene Huss - Guldkalven                 | Philip Bergman  | junto Angela Kovács, Reuben Sallmander, Lars Brandeby, Dag Malmberg, Jens Hultén y Eric Ericson             |

### Videojuego
| Año  | Título            | Personaje | Notas                           |
| ---- | ----------------- | --------- | ------------------------------- |
| 2007 | World in Conflict | Parker    | prestó su voz para el personaje |

### Documental
| Año  | Título                 | Personaje      | Notas                                 |
| ---- | ---------------------- | -------------- | ------------------------------------- |
| 2014 | Veckans brott          | Torsk / John   | episodio "Hur fungerar sexköpslagen?" |
| 2013 | Konflikt och Försoning | Novio de Helen | -                                     |

### Director y productor
| Año  | Título        | Notas                |
| ---- | ------------- | -------------------- |
| 2016 | Niebo         | corto - director     |
| 2010 | Res dej inte! | corto - co-productor |

### Equipo misceláneo
| Año  | Título        | Notas                                    |
| ---- | ------------- | ---------------------------------------- |
| 2010 | Res dej inte! | corto - (casting y gerente del proyecto) |

### Teatro
| Año  | Obra                | Personaje            | Director (a) | Notas |
| ---- | ------------------- | -------------------- | ------------ | --- |
| 2015 | Den inbillade sjuke | Cleante / Dr. Purgon | Amanda Klasa | junto a Marcus Johansson, Rita Hjelm, Peter Åström, Victor Morell, Madeléne Evertsson y Stina Gunnarsson |